# Manfredi Beninati
Manfredi Beninati (Palermo, 11 de janeiro de 1970) é um artista italiano, que atualmente vive e trabalha em Los Angeles e Palermo.

## Biografia
Depois de ter abandonado seus estudos de Direito, Beninati passou a estudar cinema e colaborou com conhecidos diretores do cinema italiano. Apenas no final dos anos 90 ele começou a fazer arte e desde então tornou-se um artista reconhecido internacionalmente, com várias participações em bienais e mostras em museus em seu currículo. Ele também faz teatro experimental.

## Obra
Beninati pinta um universo de sonhos, que fica numa fronteira surrealista, onírica e figurativa das camadas de sua memória. Sua fonte é o cinema, fotografia e literatura e, através dela, ele nos mostra o mundo da memória pessoal. Historicamente, as pinturas do artista, instalações e esculturas referem-se a teatrialização das artes visuais. O trabalho deste artista é enriquecido pela sua experiência como assistente de importantes diretores italianos no início dos anos 90.
Beninati sabe bem como usar uma câmera de cinema e como criar imagens para as suas telas em movimento. Através de sua percepção cinematográfica, Beninati prefere vistas frontal e perspectivas clássicas, a construção de palcos para que o público só tenha um ponto de vista, assim como em teatros ou cinema. Na Bienal de Veneza, sua obra era apenas visível a partir de um determinado ângulo e através de uma porta de vidro, representando simbolicamente a fronteira entre o sonho e a realidade. A separação entre o mundo do artista e do público e de transição entre o presente e o passado que pertence a uma memória privada ou imaginária, um evento passado e à representação do seu esquecimento.

## Exposições
Participou em muitas bienais (Veneza 2005 e 2009, Liverpool 2008, Istambul 2009, Atenas, Praga e Shanghai entre outras) e seu trabalho tem sido exibido em museus de todo o mundo como o MAXXI de Roma, Royal Academy de Londres, Parrish Museum de Southampton (Nova York).